# سوور
سُووَر؛ سوبر یا سوگر؛ نام چشمه یا دریاچه‌ای که در نسک‌های مَزدَیَسنایی، از آن به نیکی و با صفاتی همچون «سودبهر و نیک‌چشمی و نیکی و افزایش و رادی» یاد شده؛ نام این دریاچه که آذر برزین‌مهر در نزدیکی آن قرار داشته، همراه با دریاچه «چیچست» (در نزدیکی آذرگشنسب) آمده‌است؛ دریاچه سوور را در جغرافیای امروز، بر برکه‌های «سی‌سر» بر فراز کوهستان بینالود مطابقت داده‌اند. برکه‌های سی‌سر در نزدیکی روستای زرنده از توابع نیشابور امروزی قرار گرفته‌است.

## نام‌شناخت
سووَر؛ suwar در پارسی میانه؛ نام دریاچه‌ای در حدود نیشابور خراسان نام این دریاچه در «اوستا» نیامده. متون پهلَوی «بندهش» و «گزیده‌های زادسپرم» آگاهی‌ها و گفتارهایی در پیرامون آن روایت شده‌است.؛ نام این دریاچه در دو نسک پهلوی یاد شده، به صورت سوبر sūbar و سوگر sūgar نیز آمده. این واژه دربرگیرنده دو بخش «سو + ور»، «سو + بر» و «سو + گر» است؛ بخش اول در همه موارد مشترک است شاید همان سَوَ sava اوستایی باشد که از ریشه سَو sav به معنی مفید بودن، فایده داشتن، پربار بودن، سود داشتن و سودمند بودن آمده‌است و در حالت اسمی واژه _sava به معنی سود و بهره، همچنین _savah به معنی سود و بهره و منفعت از این ریشه ساخته شده و همچنین در ساخت واژه‌هایی همچون afzūdan و abzūdan (=افزودن)، afzōnīgīhā (=سودبخشی و تقدس)، sutā. āpakā یا sūdābag (=سودابه، دارنده آب‌های سودبخش)، saošyant (=سوشیانت، آخرین موعود مزدیسنایی که همه هستی مادی را سود خواهد داد)، vouru.savah (فراخ سود، نام یکی از یاران سوشیانت) به کار رفته‌است. همچنین نام این دریاچه در متون مختلف به صورت «چشمه سو»، «چشمه سوز» و «سبزرود» نیز آمده و به‌طور خاص در شاهنامه فردوسی، از آن با عنوان «چشمه سو» یاد شده و رویداد حضور و جان سپردن یزدگرد اول در کنار آن، به رشته نظم درآمده است.

## در کیش مزدیسنا
چنان‌که در متون پهلوی کیش مزدیسنا آمده؛ در پی حمله اهریمن به آب و دفاع آب، چندین دریاچه پدید آمد که یکی از آنها سووَر بود. «بندهش» از سوور، در کنار دریاچه‌های دیگر همچون چیچست، خوارزم، فرزدان، زراومند، اسواست، خسرو، سدویس، اورویش و … نام برده و آنها را چنین توصیف نموده که «همانند چشم مردمان، اینها چشمه آبهایند.» پس از آن به توصیف دریاچه چیچست پرداخته، سپس دربارهٔ سوور (سوبر) می‌گوید: «سود بهر [است]. نیکخواهی و بهی، برکت و رادی از او بیافریده شده‌است.» و دربارهٔ این دو دریاچه چنین می‌گوید که «سرچشمه ایشان به چشمه دریا پیوسته‌است.» در گزیده‌های زادسپرم، پس از روایت رویداد حمله اهریمن به آفریدگان و دفاع آنان در برابر اهریمن؛ داستان پدید آمدن دو دریاچه چیچست و سوور را در فرجام دومین نبرد آب با اهریمن چنین می‌گوید که در آن هنگام، دو چشمه-دریا بر زمین گشوده و پدیدار شدند؛ یکی چیچَست است «دریاچه ژرفِ نمکین‌آبِ بی‌تازش و بی‌زندگی که بر ساحلش، آذرگشنسب پیروزگر نشیند» و دیگری «سووَر» است که «هر ستبری (کثیفی) را به کرانه‌ها (اطراف) افکند و خویشتن را روشن و پاک دارد؛ زیرا به مانند چشمی است که هر گردی و هر ریمنی (چرک) را به کنار افکند. به سبب ژرفایش، آنچه اندر دریا شود به بُن (تَه) نرسد. به نزدیکی آن، آذرمهرِ سودبخش، بُرزین‌مهر، نشیند.»

## جغرافیای سوور

### در متون پهلوی
هر دو نسک دینی «بندهش» و «گزیده‌های زادسپرم»؛ پس از یادکرد دریاچه چیچست، بی‌درنگ به معرفی و یادکرد دریاچه سوور (سوبر) پرداخته‌اند.«گزیده‌های زادسپرم» به جایگاه آذر گشنسب در نزدیک چیچست و سوور در نزدیک آذر برزین‌مهر تصریح نموده‌است. و «بندهش»، جای این دریاچه را در ابرشهربوم («ابرشهر»: نام قدیم نیشابور) بر سر کوه توس، نشان می‌دهد؛ و در جای دیگر می‌گوید: «کَدروَسپ، کوهی است به توس‌شهر که دریاچه سوبَر (سووَر) بر سر آن است.» با نگاه به آگاهی‌های موجود در نسک‌های دینی زرتشتی «گزیده‌های‌زادسپرم» و «بندهش»، و همچنین این آگاهی که آذر برزین‌مهر در کوه ریوند در حدود نیشابور بوده پیوند جغرافیایی میان مکان‌های «دریاچه سوور»، «کوه ریوند» و «آذربرزین‌مهر» دریافته می‌شود.

### در جغرافیای امروز
دانشمندان و پژوهشگران، بر پایه آگاهی‌های موجود در متون دینی مزدیسنا از جمله: جای داشتن دریاچه سوور بر کوه توس در سرزمین ابرشهر؛استقرار آذر برزین‌مهر در نزدیکی دریاچه سوور؛ برپایی آذر برزین‌مهر بر کوه ریوند دریاچه «چشمه سبز» که بر کوهستان بینالود و میان نیشابور (ابرشهر (نیشابور)) و توس قرار دارد را همان «دریاچه سوور یا سوبر» یادشده در نسک‌های مزدیسنایی دانسته‌اند. داوود منشی‌زاده، ایران‌شناس، بر پایه بررسی‌ای که بر روی متون مزدیسنایی، منابع تاریخی قدیم و جغرافیای خراسان انجام داده، به این یافته، رهنمون گردیده‌است که رشته‌کوه‌های بینالود را می‌توان در دو بخش بازبینی نمود. بخش شرقی که چشمه سبز (دریاچه سوور) در آن قرار دارد و «کوه گنابد» نامیده می‌شود و بخش غربی که آذر برزین‌مهر در آن واقع بود و «کوه ریوند» نامیده می‌شود. در نوشتار جنیدی نیز به «چشمه سبز» و «برکه‌های سی‌سر» (در نزدیکی برزنون) اشاره شده چنین که این دو دریاچه، بی‌یاوری رود و جویی آب‌رساننده همواره پر از آبند یکی بر کوه ریوند و در نزدیکی آتشکده آذر برزین‌مهر (در نزدیکی برزنون) و دیگری بر کوه بینالود که در بندهش به نام کوه توس آمده‌است، به نام چشمه سو (sow) که آن را «چشمه سبز» نیز می‌خوانند.

## پانوشت‌ها
1. ↑  فرنبغ دادگی (۱۳۹۰)، بندهش، ترجمهٔ گزارنده مهرداد بهار، تهران: انتشارات توس، ص. ص۷۷، ۷۲
2. 1 2 3 4 5  گزیده‌های زادسپرم، ترجمهٔ ترجمه محمدتقی راشد محصل، تهران: مؤسسه مطالعات و تحقیقات فرهنگی، ۱۳۶۶، ص. ص۱۱
3. 1 2  با نظارت محمدرضا راشد محصل (۱۳۸۵)، «چشمه سبز توس، نوشته مهدی سیدی»، شاهنامه‌پژوهی، ج. ۱، مشهد: فرهنگسرای فردوسی، ص. ص۱۶۹-۱۷۰
4. 1 2 3  خسرو قلی‌زاده (۱۳۹۲)، فرهنگ اساطیر ایرانی؛ بر پایه متون پهلوی، تهران: بنگاه ترجمه و نشر کتاب پارسه، ص. ص۲۸۰
5. ↑  رستم شهزادی (۱۳۸۶)، واژه‌نامه پازند، تهران: موسسه فرهنگی-انتشاراتی فرَوَهَر، ص. ص۲۲۹
6. ↑  فاطمه جهانپور (پاییز و زمستان ۱۳۸۵)، «تأملی در نام چشمه سو»، فصلنامه تاریخ ایران باستان، ش. شماره سوم، ص. ص۱۰–۱۱
7. ↑  با نظارت محمدرضا راشد محصل (۱۳۸۵)، «چشمه سبز توس، نوشته مهدی سیدی»، شاهنامه‌پژوهی، ج. ۱، مشهد: فرهنگسرای فردوسی، ص. ص۱۶۹-۱۷۶
8. 1 2  فرنبغ دادگی (۱۳۹۰)، بندهش، ترجمهٔ گزارنده مهرداد بهار، تهران: انتشارات توس، ص. ص۷۷
9. ↑  بندهش هندی؛ متنی به پارسی میانه، ترجمهٔ تصحیح و ترجمه رقیه بهزادی، تهران: پژوهشگاه علوم انسانی و مطالعات فرهنگی، ۱۳۸۸، ص. ص۸۴
10. ↑  رستم شهزادی (۱۳۸۶)، تهران: موسسه فرهنگی-انتشاراتی فرَوَهَر، ص. ص۲۲۹ پارامتر |عنوان= یا |title= ناموجود یا خالی (کمک)
11. 1 2  فرنبغ دادگی (۱۳۹۰)، بندهش، ترجمهٔ گزارنده مهرداد بهار، تهران: انتشارات توس، ص. ص۷۷
12. ↑  یوزف مارکوارت (۱۳۷۳)، ایرانشهر در جغرافیای مؤسس خورنی، تهران: انتشارات اطلاعات، ص. ص۳۷
13. ↑  فرنبغ دادگی (۱۳۹۰)، بندهش، ترجمهٔ گزارنده مهرداد بهار، تهران: انتشارات توس، ص. ص۷۷، ۷۲
14. ↑  خسرو قلی‌زاده (۱۳۹۲)، فرهنگ اساطیر ایرانی؛ بر پایه متون پهلوی، تهران: بنگاه ترجمه و نشر کتاب پارسه، ص. ص۳۹
15. ↑  گزارش و پژوهش جلیل دوستخواه (۱۳۹۰)، اوستا، تهران: انتشارات مروارید، ص. ص۹۴۴
16. ↑  رستم شهزادی (۱۳۸۶)، واژه‌نامه پازند، تهران: موسسه فرهنگی-انتشاراتی فرَوَهَر، ص. ص۸
17. ↑  بندهش هندی؛ متنی به پارسی میانه، ترجمهٔ تصحیح و ترجمه رقیه بهزادی، تهران: پژوهشگاه علوم انسانی و مطالعات فرهنگی، ۱۳۸۸، ص. ص۲۴۰
18. 1 2  فرنبغ دادگی (۱۳۹۰)، بندهش، ترجمهٔ گزارنده مهرداد بهار، تهران: انتشارات توس، ص. ص۱۷۲، ۹۱
19. ↑  گزیده‌های زادسپرم، ترجمهٔ ترجمه محمدتقی راشد محصل، تهران: مؤسسه مطالعات و تحقیقات فرهنگی، ۱۳۶۶، ص. ص۸۸
20. ↑  مانوئل بربریان (۱۳۷۶)، جستاری در پیشینه دانش کیهان و زمین در ایرانویچ، تهران: نشر بلخ، ص. ص۸۱
21. ↑  علی‌اشرف صادقی (پاییز و زمستان۱۳۸۲)، «محل آذر برزین مهر»، نامه باستان، ش. سال سوم، شماره دوم، ص. ص۷ تاریخ وارد شده در |تاریخ= را بررسی کنید (کمک)
22. ↑  پایتخت‌های ایران، ترجمهٔ به کوشش محمدیوسف کیانی، تهران: سازمان میراث فرهنگی و گردشگری کشور، ١٣٧٤، ص. ص۳۳۰
23. ↑  فاطمه جهانپور (پاییز و زمستان ۱۳۸۵)، «تأملی در نام چشمه سو»، فصلنامه تاریخ ایران باستان، ش. شماره سوم، ص. ص۱۰–۱۶
24. ↑  علی‌اشرف صادقی (پاییز و زمستان۱۳۸۲)، «محل آذر برزین مهر»، نامه باستان، ش. سال سوم، شماره دوم، ص. ص۷ تاریخ وارد شده در |تاریخ= را بررسی کنید (کمک)
25. ↑  پایتخت‌های ایران، ترجمهٔ به کوشش محمدیوسف کیانی، تهران: سازمان میراث فرهنگی و گردشگری کشور، ١٣٧٤، ص. ص۳۲۹

## فهرست منابع
- «اَوِستا»، گزارش و پژوهش جلیل دوستخواه، چاپ اول، انتشارات مروارید، تهران، ۱۳۷۰.
- «ایرانشهر در جغرافیای مؤسس خورنی»، یوزف مارکوارت، ترجمه مریم میراحمدی، تهران، انتشارت اطلاعات، ۱۳۷۳.
- «بندهش»، فرنبغ دادگی، گزارنده مهرداد بهار، تهران، انتشارات توس، ۱۳۹۰.
- «بندهش هندی؛ متنی به پارسی میانه»، تصحیح و ترجمه رقیه بهزادی، تهران: پژوهشگاه علوم انسانی و مطالعات فرهنگی، ۱۳۸۸.
- «پایتخت‌های ایران»، به کوشش محمدیوسف کیانی، تهران: سازمان میراث فرهنگی و گردشگری کشور، ۱۳۷۴.
- «تأملی در نام چشمه سو»، فاطمه جهانپور، فصلنامه تاریخ ایران باستان، پاییز و زمستان ۱۳۸۵، شماره سوم، ۱۰–۱۶.
- «جستاری در پیشینه دانش کیهان و زمین در ایرانویچ»، مانوئل بربریان، تهران، نشر بلخ، ۱۳۷۶.
- «شاهنامه‌پژوهی»، با نظارت محمدرضا راشد محصل مشهد: فرهنگسرای فردوسی، ۱۳۸۵.
- «فرهنگ اساطیر ایرانی، بر پایهٔ متون پهلوی»، خسرو قلی‌زاده، تهران، شرکت مطالعات نشر کتاب پارسه، ۱۳۷۸.
- «گزیده‌های زادسپرم»، ترجمه محمدتقی راشد محصل، تهران: مؤسسه مطالعات و تحقیقات فرهنگی، ۱۳۶۶.
- «محل آذر برزین مهر»، علی‌اشرف صادقی، نامه باستان، پاییز و زمستان ۱۳۸۲، سال سوم، شماره دوم، ص۵–۱۷.
- «واژه‌نامه پازند»، رستم شهزادی، تهران: مؤسسه فرهنگی-انتشاراتی فرَوَهَر، ۱۳۸۶.